# Phanerotoma kasachstanica
Phanerotoma kasachstanica är en stekelart som beskrevs av Vladimir Ivanovich Tobias 1964. Phanerotoma kasachstanica ingår i släktet Phanerotoma och familjen bracksteklar. Inga underarter finns listade i Catalogue of Life.